# Ichthyotitan
Ichthyotitan é um gênero extinto de ictiossauro gigante do Triássico Superior (Reciano), conhecido da Formação Westbury Mudstone em Somerset, Inglaterra, no Reino Unido. Acredita-se que seja um shastasaurídeo, estendendo a área de distribuição da família em 13 milhões de anos até o fim do Triássico. A descoberta do Ichthyotitan foi considerada uma evidência de que os shastasaurídeos ainda prosperavam até o seu desaparecimento no evento de extinção Triássico-Jurássico.
O gênero contém uma única espécie, I. severnensis. É conhecido por dois ossos surangulares fragmentários da mandíbula inferior, descobertos em localidades diferentes em 2016 e 2020. Outros espécimes encontrados em toda a Europa Ocidental foram associados à espécie com base em características osteológicas semelhantes, embora a sua afiliação seja incerta. Estimativas que ampliam os ossos de outras espécies de ictiossauros colocam seu comprimento em quase 25 metros, o que o tornaria o maior réptil marinho conhecido atualmente.

## Descoberta e nomenclatura

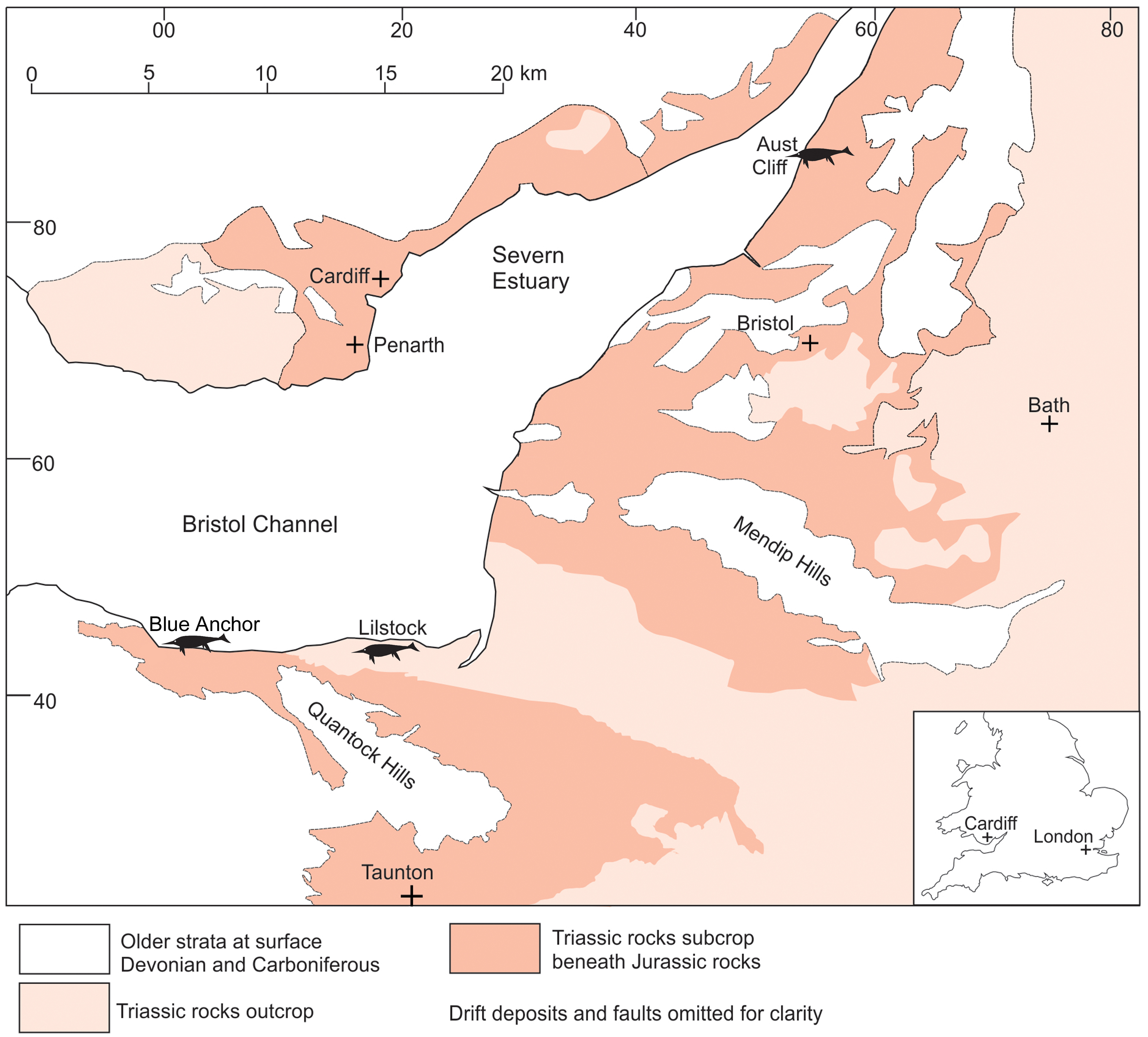
Localidades onde espécimes afiliados ao Ichthyotitan foram encontrados ao redor do Canal de Bristol e do Estuário de Severn, na Inglaterra

### Espécime de Lilstock
O primeiro espécime que mais tarde seria referido como Ichthyotitan, BRSMG Cg2488 (o "espécime Lilstock"), foi encontrado em 2016 pelo pesquisador e colecionador de fósseis Paul de la Salle na Formação Westbury. Consiste em um osso surangular esquerdo parcial medindo 96 centímetros de comprimento. Em 2018, Dean Lomax, Paul de la Salle, Judy Massare e Ramues Gallois identificaram o espécime de Lilstock como pertencente a um shastasaurídeo. Isso também levou os autores a reinterpretar ossos grandes nas proximidades de Aust Cliff, anteriormente considerados como sendo de grandes arcossauros terrestres, como possíveis fragmentos gigantes dos ossos surangular, hióide ou de outros ossos da mandíbula de ictiossauros.
Outro fragmento menor de mandíbula de um ictiossauro gigante é conhecido em Lilstock, embora esteja armazenado em uma coleção particular e ainda não tenha sido descrito.

### Holótipo e descrição
O espécime holótipo Ichthyotitan, BRSMG Cg3178 (o "espécime BAS"), foi descoberto em sedimentos da Formação Westbury perto de Blue Anchor em Somerset, Reino Unido. O primeiro fragmento foi encontrado em 28 de maio de 2020 por Ruby Reynolds, então com 11 anos de idade, enquanto procurava fósseis na praia de Blue Anchor com seu pai, o colecionador de fósseis Justin Reynolds. Eles contataram o pesquisador Dean Lomax, que procurou Paul de la Salle. Expedições subsequentes foram lideradas pela equipe, revelando fragmentos adicionais até 16 de outubro de 2022, e partes conhecidas do surangular, um osso da mandíbula inferior, foram remontadas no mesmo ano. Embora incompleto, estima-se que o surangular, um elemento que representa apenas parte de todo o comprimento da mandíbula, media mais de 2 metros no total.
O espécime é composto por fragmentos de um surangular direito, mais completo que o espécime de Lilstock, com alguns fragmentos possivelmente pertencentes ao osso angular. As características histológicas sugerem que o espécime ainda estava em crescimento, sendo um subadulto ou um adulto jovem. Vários organismos incrustantes, incluindo bivalves, estão presentes, bem como possíveis sinais de necrofagia.
Outros restos fragmentários foram descobertos, mas não identificados com o espécime holótipo, incluindo duas grandes seções de costelas de outro potencial ictiossauro gigante, encontrado em um nível estratigráfico superior.
Em 2024, Lomax et al. descreveu Ichthyotitan severnensis como um novo gênero e espécie de provável ictiossauro shastasaurídeo com base em BRSMG Cg3178 e BRSMG Cg2488. O nome genérico, Ichthyotitan, combina uma referência ao Ichthyosaurus - cujo nome significa "lagarto peixe", ele próprio combinando as palavras gregas ἰχθύς ( ichthys ), que significa "peixe", e σαῦρος (sauros), que significa "lagarto" - com o sufixo grego -τιτάν ( -titan ), que significa "gigante". O nome específico, severnensis, faz referência ao estuário do Severn próximo à localidade-tipo.

### Outros restos possíveis
Outros restos fragmentários de ictiossauros gigantes de idade semelhante ao Ichthyotitan também foram relatados na Alemanha (Warburg) e França (Autun e Cuers).
O espécime Cuers é conhecido a partir de fragmentos descobertos em duas escavações separadas, mas acredita-se que represente um único espécime. São conhecidos um pequeno fragmento de rostro que se acredita ser uma pré-maxila (MHNTV PAL-1-10/2012) e um fragmento longo de mandíbula (MHNTV PAL-2/2010), bem como centros vertebrais e fragmentos de costelas associados a ambos os números de coleção. Foi originalmente descrito como semelhante ao shastasaurídeo, com centros achatados semelhantes ao Shonisaurus e Himalayasaurus, e uma dentição análoga ao Shastasaurus. Embora a morfologia da mandíbula posterior tenha sido considerada única no momento da descoberta, desde então tem sido associada a espécimes de Ichthyotitan.

## Descrição
O Ichthyotitan é o único shastasaurídeo e ictiossauro gigante conhecido do Reciano, encontrado no registro fóssil 13 milhões de anos depois de seus parentes. Acredita-se que a linhagem tenha sido extinta imediatamente após o evento de extinção Triássico-Jurássico, sendo que os ictiossauros posteriores nunca devem ter atingido tamanhos semelhantes até sua extinção no início do Cretáceo Superior.

### Estimativas de tamanho

Tamanho do Ichthyotitan severnensis comparado a um humano

Embora sua incompletude tornasse difícil determinar o tamanho do animal, ele era claramente muito grande. Ao comparar o surangular de Lilstock com o mesmo osso do Shastasaurus sikanniensis como modelo, os pesquisadores estimaram que o ictiossauro de Lilstock tinha cerca de 26 metros de comprimento, quase do tamanho de uma baleia azul. A escala baseada na altura no processo coronoide em comparação com o Besanosaurus, no entanto, encontrou uma estimativa de comprimento menor de 22 metros. Os investigadores salientaram que, embora as diferenças nas proporções entre as espécies tornem estas estimativas especulativas, elas eram, no entanto, convencionais, dada a escassez de material.
O estudo de 2024 que descreve o Ichthyotitan apontou imprecisões na escala do Besanosaurus, devido a uma identificação incorreta do processo coronoide com o processo M.A.M.E. (M.[muscle] adductor mandibulae externus). Comparando a posição do processo M.A.M.E. no espécime BAS com a do Besanosaurus, eles forneceram uma estimativa de comprimento revisada de 25 metros, provavelmente tornando-o o maior réptil marinho já descrito.
Os espécimes de Aust, provisoriamente ligados ao Ichthyotitan, foram informalmente estimados como sendo ainda maiores, com 30 a 35 metros de comprimento.

### Anatomia óssea
Além do tamanho, as características do osso surangular distinguem o Ichthyotitan de outros shastasaurídeos. Ou seja, o surangular é espatulado em sua extremidade posterior e apresenta uma curva ascendente de quase 90 graus. Isto é consistente tanto nos espécimes Lilstock quanto no BAS, descartando distorção tafonômica . Em comparação, outros shastasaurídeos apresentam uma curvatura muito menos acentuada. Um extenso processo M.A.M.E. está presente para fixação muscular. Outro processo fino, posterior a este último, apresenta cristas e sulcos verticais em sua face medial, e também foi relatado no espécime de Cuers.
O processo coronóide também é menos proeminente lateralmente do que no Shonisaurus, enquanto a haste mostra uma seção transversal subcircular em vez de oblonga nessa posição. Embora menos bem preservada, a parte anterior do surangular apresenta um sulco lateral que se acredita representar a continuação da fossa surangularis, também conhecida pelo espécime Cuers.
Acredita-se que outro fragmento ósseo corresponda ao osso angular em comparação com Cymbospondylus youngorum, correndo ventralmente ao longo de todo o comprimento do surangular no espécime BAS. Embora haja uma sutura entre os dois ossos, ela desaparece em uma seção anterior ao processo coronoide. Juntamente com a estrutura óssea contínua, isto implica que os ossos possivelmente foram fundidos em vida, uma condição única entre os ictiossauros. Os pesquisadores especulam que isso estava relacionado ao grande tamanho e à maturidade do indivíduo. Esta morfologia também foi observada em um dos ossos do espécime de Aust e acredita-se que também esteja presente no espécime de Lilstock, apesar da pior preservação. Da mesma forma, acredita-se que padrões únicos de crescimento periosteal no Ichthyotitan tenham desempenhado um papel na aproximação dos limites de tamanho biológico em vertebrados.

## Paleoecologia

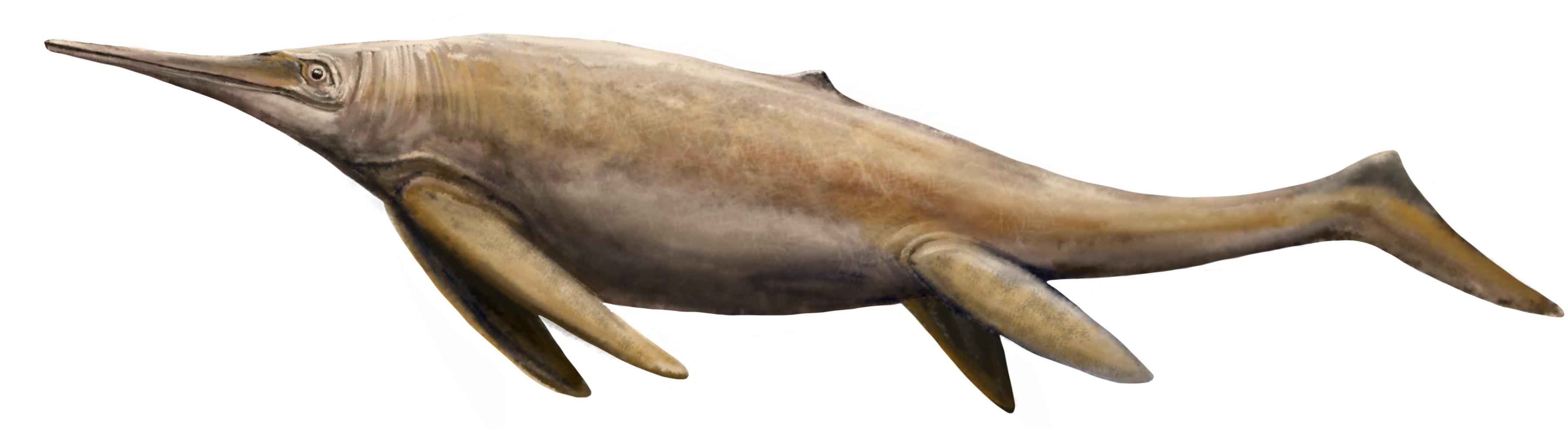
Restauração especulativa de vida

Embora estudos mais antigos tenham sugerido que os shastasaurídeos eram alimentadores por sucção, pesquisas atuais indicam que as mandíbulas dos ictiossauros shastasaurídeos não se enquadram no perfil de alimentação por sucção. Isso ocorre porque seus ossos hióides curtos e estreitos são inadequados para suportar forças de impacto para esse tipo de alimentação e algumas espécies como o Shonisaurus tinham dentes setoriais robustos com conteúdo intestinal de conchas de moluscos e vertebrados.
Acredita-se que o Ichthyotitan tenha sido um predador que caçava outros répteis marinhos, de maneira semelhante a uma orca pela riqueza das cadeias alimentares marinhas ao longo do Triássico, que se acredita serem construídas sobre formas recentemente evoluídas de plâncton, e mostraria que os shastasaurídeos não estavam em declínio, mas florescendo até ao seu desaparecimento na extinção do final do Triássico. A sua ecologia tornou os seus restos mortais vulneráveis aos necrófagos, o que explica a escassez de fósseis conhecidos.